# Zdeněk Johan
Zdeněk Johan (18. listopadu 1935 Lomnice nad Popelkou – 13. února 2016 Orléans, Francie) byl český geolog a mineralog.

## Životopis

### Studia a kariéra do roku 1968
Zdeněk Johan se narodil 18. listopadu 1935 v Lomnici nad Popelkou. Po studiu (1950 – 1953) na gymnáziu v Semilech pokračoval (1953 – 1958) ve studiu geologie na Přírodovědecké fakultě Univerzity Karlovy v Praze. Zde dokončil studia v roce 1958. Na téže fakultě pracoval jako asistent, ale pro nekonformní postoj k tehdejšímu socialistickému režimu musel fakultu opustit. Přešel do Ústavu pro výzkum rud (a později do Geologického ústavu ČSAV). V roce 1964 získal titul doktora přírodních věd (RNDr.) a téhož roku získal vědecký titul kandidáta věd (CSc.) Dva roky (1964 – 1965) pracoval jako expert (geolog a mineralog) v Tunisu. Po návratu z Tuniska byl zaměstnán (v letech 1965 až 1968) jako vědecký pracovník v Geologickém ústavu ČSAV v Praze.

### Od roku 1968 do 1989
V roce 1968 dostal nabídku na jednoroční vědeckou stáž ve francouzském BRGM (Bureau de Recherches Géologiques et Minières) v Orleáns – ve francouzské geologické službě. Po invazi vojsk Varšavské smlouvy do Československa (v srpnu 1968) se z této stáže ve Francii již do Československa zpět nevrátil. Byl odsouzen v nepřítomnosti na rok vězení za opuštění republiky. Do Československa se vrátil až po sametové revoluci (v roce 1989).

### Působení v BRGM a CNRS
Z vedoucího mineralogického oddělení v BRGM se Zdeněk Johan postupem času propracoval až na vědeckého ředitele BRGM. V letech 1989 až 1997 byl odborným ředitelem BRGM. Rovněž byl jmenován ředitelem CNRS (Centre de recherches sur la synthese et la chimie des minéraux, Orléans) což je francouzská obdoba Akademie věd České republiky. Byl rovněž zvolen členem korespondentem Francouzské akademie věd. V mezinárodních vědeckých kruzích byl:
- zahraničním členem Ruské akademie věd,
- členem korespondentem Rakouské akademie věd,
- členem (Fellow) Mineralogical Society of America,
- čestným členem Učené společnosti České republiky
- a členem Evropské akademie věd a umění.

Byl rovněž zvolen členem Francouzského národního komitétu při UNESCO.

### Ocenění
Za své vědecké práce z oborů mineralogie a geologie byl poctěn několika čestnými doktoráty a tituly. Byl nositelem řady medailí a vyznamenání. Rytíř francouzského řádu Za zásluhy a důstojník řádu „Palmes Académiques“ (řádu Akademických palem) patří k těm nejvýznamnějším, kterých se Zdeňkovi Johanovi dostalo. Doktorát honoris causa mu byl udělen kanadskou Carleton University.
V Československu byl Zdeněk Johan oceněn v roce 1989 zlatou medailí Přírodovědecké fakulty Univerzity Karlovy v Praze a v roce 1991 pak medailí Emanuela Bořického (Tato medaile je udělována Přírodovědeckou fakultou Univerzity Karlovy v Praze.) Roku 1995 byl zvolen členem Učené společnosti ČR.
V roce 2009 (u příležitosti 20. výročí sametové revoluce) se Zdeněk Johan stal čestným občanem města Semil.

### Mezinárodní působení
Ve francouzských ale i v mezinárodních institucích zastával Zdeněk Johan různé funkce, byl například:
- prezidentem Francouzské společnosti pro mineralogii a krystalografii,
- viceprezidentem International Mineralogical Association (IMA) nebo
- pokladníkem International Union of Geological Sciences (instituce koordinující celosvětový geologický výzkum)

### Práce pro domovinu
Po roce 1989 působil jako externí pedagog Ústavu mineralogie, geochemie a nerostných zdrojů Univerzity Karlovy v Praze. Spolupracoval i s Českou geologickou službou. Také se velkou měrou zasloužil o vyjednávání stáží českých geologů ve Francii (v BRGM). Přírodovědecké fakultě Univerzity Karlovy v Praze daroval elektronový mikroanalyzátor mnohamilionové hodnoty.

### Společenské aktivity
Po odchodu do důchodu byl zvolen starostou francouzské obce Isdes u Orléans a tuto funkci vykonával po dobu sedmi let.
Byl čestným občanem českých měst: Lužic u Hodonína, Lomnice nad Popelkou a Semil. (Čestné občanství města Semily získal spolu s prof. RNDr. Josefem Paldusem FRSC. v roce 2009.) Měl dvojí občanství (francouzské a české), ctil odkaz T. G. Masaryka a Českou republiku vždy propagoval. Zasloužil se o vznik partnerství mezi obcemi Lužice u Hodonína a Isdes u Orléans.

## Dílo
Během své vědecké dráhy získal řadu významných ocenění za vědecké práce z mineralogie a geologie. Zdeňku Johanovi bylo vydáno více než 200 publikací v periodikách a několik odborných monografií. Nalezl a popsal 33 nových minerálů. Jeden z minerálů – zdeněkit (zdenekite, zdenekit) – byl pojmenován na jeho počest. Nerost ovšem nemohl dostat jméno johannit, protože takový již existuje a byl pojmenován po arcivévodovi Johannu Rakouském (1782 - 1859). V průběhu své vědecké kariéry přednášel, mimo Francii a Českou republiku, na univerzitách, kongresech a konferencích ve třech desítkách zemí světa. Svým pedagogickým působením ovlivnil desítky studentů, kteří dosáhli doktorských titulů.